# 関西放送制作
株式会社関西放送制作（かんさいほうそうせいさく）は、大阪の番組制作会社。通称は「カンサク」。
なお、同じ関西の名前を持つ関西テレビ放送及びラジオ関西と直接のつながりはない。また、KBCという略称を用いているが、同じ略称である福岡の九州朝日放送とも関係はない。

## 概要
設立当初は、中央競馬の速報番組の制作を行っていたが、後に各地で開催のイベント（ラジオ公開収録）の企画や、イベントへの歌手（青山一也ほか）、漫談家、漫才師（かしまし娘ほか）、落語家（笑福亭鶴光ほか）及び専属司会者（団あしの、滝トール、内田哲也ほか）の派遣、演歌を主に扱うラジオ番組の制作へ移行。最盛期にはラジオの帯番組を64番組制作し、各地のラジオ局で放送していた。
制作する全ての番組は配給番組ではなく、番組自体で提供スポンサーや賛助出演者を募った上で放送枠を確保して放送する形式をとっているため、提供スポンサー、又は賛助出演者次第で番組自体の打ち切りやネット打ち切りになった番組も多い。
ニットーエイブイスタジオ（NAS）は、事務所建物を借りていた会社の関連会社（のちに親会社に集約）。建物内のラジオ収録スタジオは関西放送制作の所有でないため収録時はその都度借りていた。また、関東放送制作、関西放送音楽出版という会社も存在したが、のちに関西放送制作に集約された。

## ラジオ番組
「歌謡トピックス」岐阜放送ラジオ（ぎふチャン）月-金21:40 - 21:50
1978年（昭和53年）頃に南海放送で放送されていた「ミノルフォン歌の花束」の後継番組として放送開始。一時期は九州朝日放送、宮崎放送、南海放送、高知放送、山陰放送、長崎放送、山口放送でも放送されたが、現在は岐阜放送のみ。岐阜放送は2001年頃、前番組の終了に伴い放送を開始。
パーソナリティは団あしの。「団あしの」とは、演歌百撰チーフプロデューサーを務める同社社長の足羽重紀が、自身の担当番組やイベント司会時に用いるマイクネームである。20代の頃に担当したラジオ番組で共演した女性パーソナリティが命名した。一時期、安奈ひとみが担当していた時期もあった。
ゲストのプロモーションの関係で各局で放送内容が異なることもあった。ゲストの出演時に、団が「今日は○○放送のスタジオにお越しになりました」「○○（地域名）に来ていただきました」などと、大阪のスタジオで収録しているにも関わらずコメントすることが多々あった。
番組テーマ曲は、ホルスト・ヤンコフスキーの「Berlin Stroll（ベルリンストロール）」。団がラジオ大阪のレコード室で見つけた音源を、番組のオープニングとエンディングの時間に合わせて編集した上で使用していたが、曲名などを一切記録しておらず、のちに番組リスナーからの投稿で曲名が判明した。
2019年2月頃に大阪市浪速区日本橋東にあった事務所を閉鎖した後は、過去に収録した番組の再放送を繰り返すことが多くなった。移転先にラジオスタジオがないため、新規収録の場合は大阪市北区西天満（老松町）の「TOC（ティー・オー・シー）スタジオ」を使用する。
テレビで「演歌百撰」の放送がある場合は番組内で告知することもあるが、ラジオ収録や演歌百撰の番組編集作業の関係で放送当日や事後の告知になることもある。
2024年7月13日、岐阜県大垣市の「アル・プラザ鶴見」で公開収録を実施した。司会はフリーアナウンサーの小川真由、ゲストとして平浩二、いとうちずこ、乙川みねこ、つかさ学が出演。収録の模様は、同年7月22日から26日にかけて放送された。
「OBC演歌百撰」（ラジオ大阪（OBC））
2018年5月12日に放送開始（毎週土曜17:00-17:30）。同年7月および8月は毎週月曜19:45 - 19:55/毎週金曜18:45 - 19:00に放送時間が変更された。12月21日はレギュラー番組「ふみ子・恵のうふふのふ」の放送時間を30分短縮して19:00 - 19:30の枠で放送。2019年1月16日は20:10 - 20:26に、2月15日は「ふみ子・恵のうふふのふ」の放送時間を30分短縮して19:30 - 20:00の枠で放送。
以降は月2回・土曜17:00 - 17:30の放送に定着したが、2019年11月以降は月1回の場合や放送がない月もある。2021年4月以降、放送休止状態だったが、同年11月29日に終了したラジオ関西「演歌百撰」を移行させるかたちで、不定期で放送を再開（担当は団、小川真由）。その後も休止期間が続いたが、2022年10月からはBS11でのテレビ版の放送がない月にラジオ版が放送されるようになる（担当は団、坂本富美子）。ゲストとして、坂本の番組出演のきっかけを作った結城彩が出演することもある。以降は毎月1回、土曜9:00-9:15に放送。
2023年は土曜11:15-11:45、土曜17:00-17:30。以降、OBCでの放送は休止状態だったが、12月30日9:30-9:45の枠で単発放送がなされた（ゲストである円さつきのプロモーションで放送）。
2020年10月24日の番組には、ラジオ関西「演歌百撰」でアシスタントを務める上原伊代が、番組アシスタントとして出演。上原はラジオ関西「歌声は風にのって」（土曜は17:00-17:30放送）の番組パーソナリティ（金曜、土曜）として生出演中のため、同じ時間に出演が被ることとなった。

### テレビ番組

#### 演歌百撰
2010年まではサンテレビジョンを幹事社として全国の地上波民放で放送されていたが、2011年から民放は日本BS放送（BS11）に移行。スカパー!では継続して第一興商スターカラオケで放送されていた。
2018年4月以降、衛星チャンネル・地上波ともに単発枠に移行。先述のとおり、2024年現在、TV放送の内容および対象の放送局は岐阜放送ラジオの『歌謡トピックス』内で告知予定となっている。2023年12月27日放送の岐阜放送ラジオ「歌謡トピックス」で、担当の団あしのが「（来年）3月から（地上波）全国30局ネットで放送（の計画がある）」とコメントしたが、実現はしなかった。
番組内ナレーションは小川真由が担当することが多い。
2017年（特番と地上波単発のみ表示）
- テレビ埼玉（1月21日10:00-10:30）- 星月みさ/晩愁ラブバラード、若月あや/倶利伽羅峠、水川春夫/筑波路しぐれ・心が泣きたいよ、山口さわみ/みちのく恋、山崎ていじ/男のひとり言。司会は滝トール、アシスタントは津吹みゆ。
- BS11
  - 2017演歌百撰スペシャル静岡演歌まつり（前編：1月21日20:00-22:00）渥美二郎/夢追い酒 金田知子/サランヘヨ横浜 朝風心愛/紙の月 美咲舞/京都恋しぐれ（前回の大阪演歌祭りの映像） 平浜ひろし/さいはて港宿 平浜ひろし/いのちの漁場 若月あや/倶利伽羅峠（収録当日体調不良で出演辞退…スタジオ収録） シンジー/アリーパラオ・こんにちは！ 工藤彩也香/雪んこ 中屋憲夫/望郷縄のれん（前回の大阪演歌祭りの映像） 美蔭妥和（踊り）/男の懺悔（和田青児）に合わせて踊り 三条豊/ふたり雪 水木翔子/手をつなごう（永井としみさんのお孫さんも出演） 原ゆう子/海が匂う 水川春夫/筑波路しぐれ 水川春夫/心が泣きたいよ 美蔭妥和（踊り）/紅の傘（大月みやこ）に合わせて踊り シンジー/パラオ恋しや 伏見やす代/夢あかり 木原たけし/北海おとこ船 永井としみ/ふたり川 愛海（あみ）/愛、火のように京都 星月みさ/晩愁ラブバラード（スタジオ収録…コーナーアシスタント:伊藤みく） 山崎ていじ/男のひとり言（スタジオ収録）
  - BS11 2017演歌百撰スペシャル静岡演歌まつり（後編…1/22日曜23:30-24:00）朝風心愛/紙の月 金田知子/華絆 水木ひろし/雪しぐれ（スタジオ収録映像） 丘みどり/霧の川 津吹みゆ/雨のむこうの故郷（スタジオ収録映像） 渥美二郎/奥の細道※司会:滝トール※アシスタント:野田彩加

2018年
- 7月17日「#1271 加藤まさかつSP」（BS11、司会/滝トール、アシスタントなし）（9月25日は#1277だが再放送扱い、2018年8月5日25:55-26:25「tssテレビ新広島」でも同じ番組を放送）（2018年7月15日午前27:30-28:00（7月16日午前3:30-4:00）に「HTV広島テレビ放送」で「演歌百撰・加藤まさかつSP」が単発枠で放送されたが「加藤まさかつ歌謡教室」の生徒が多数出演する内容でBS11で放送のものとは別に編集されたもの）
- 2018年8月14日（#1272）、21日（#1273）、28日（#1274）と9月11日（#1275）「メインゲスト/丘みどり」出演分（いずれもBS11、司会/滝トール、アシスタントなし）
- 9月18日（#1276） 2018年3月4日に公開収録の「演歌百撰スペシャル四日市演歌祭り」から5曲放送（BS11、司会/滝トール、アシスタント/野田彩加）
- これらとは別にBS11では2018年8月29日水曜23:00-24:00に（2018年1月21日に公開収録の）「演歌百撰スペシャル桑名演歌祭り」を放送（全13曲）（司会/滝トール、アシスタント/野田彩加）。2018年8月22日に新曲「千年街道」を発売の「結城さおり（三重県出身の演歌歌手）」は前作の「宵待月」での出演となった。

2019年
- 3月19日（火）23:00-23:30「#1278 加藤まさかつSP①」、23:30-24:00「#1279（メインゲスト/角川博）」、3月20日水曜23:30-24:00「#1280 加藤まさかつSP②」
- 12月24日（火）23:30-24:00「#1281（メインゲスト角川博）」（何れの回も、司会/たつを、アシスタント/出光仁美）（2018年9月28日、スタジオフレックス収録分）（追加収録2019年7月10日→山口みさと、山口みどり ほか）
- その他、山口県防府市在住の歌手山口みどりのプロモーションで山口民放3局→tysテレビ山口（9月4日）、yab山口朝日放送（10月21日、tys放送分とスポンサー含め同一内容。（提供/TOTO、川棚グランドホテル、アーバンヘアMiki、関西砿油、東武住販）、KRY山口放送（12月27日、山口みどり衣装変更）（提供/TOTO、川棚グランドホテル、アーバンヘアMiki、こん眼科、東武住販）で放送（メインゲスト/角川博、丘みどり）。

2020年
- KNB北日本放送（1/29水曜10:55-11:25）「メインゲスト/美川憲一」→若月あや3曲、美川憲一、山本譲二、山崎ていじ（各1曲）※司会/滝トール、アシスタント/津吹みゆ、橘麻衣子（提供/TOTO）
- KTKテレビ金沢（2/17月曜11:00-11:30）、RBC琉球放送（2/27木曜10:50-11:20）、BS11（3/18水曜23:30-24:00「#1282」）「メインゲスト/山本譲二」→角川博/女のなみだ、若月あや/十九の春、山崎ていじ/別れのボレロ（PV）、若月あや/夫婦雪（コーナーアシスタント/橘麻衣子）、若月あや/倶利伽羅峠（ナレーション/津吹みゆ）、山本譲二/みちのくひとり旅 ※司会/滝トール、アシスタント/丘みどり（この放送をもってTOTOスポンサー降板）
- mtv三重テレビ放送（4/6月曜12:00-12:30）「メインゲスト/角川博」→中村光春/歌がある、山崎ていじ/別れのボレロ（PV）、村田みゆき/孫が来る!、丘みどり/紙の鶴（PV）、中村光春/孫が来る!、角川博/女のなみだ ※司会/たつを、アシスタント/出光仁美（提供なし）
- KNB北日本放送（4/20月曜10:55-11:25）、mtv三重テレビ放送（4/20月曜12:00-12:30）、BS11（5/13水曜23:00-23:30「#1283」）「若月あやスペシャル（メインゲスト/渥美二郎）」→渥美二郎/昭和時次郎、若月あや/十九の春、若月あや/秋桜の花、若月あや/この地球の空に、若月あや倶利伽羅峠、渥美二郎/奥の細道 ※司会/滝トール、アシスタント/津吹みゆ（この放送から提供が鷹取醤油＜岡山＞、金田総合グループ＜ドルフィン/カプセルホテル・PALACE/ホテルグランドサン横浜＜神奈川＞へ）
- mtv三重テレビ放送（6/8月曜12:00-12:30）、KTKテレビ金沢（6/11木曜11:00-11:30）、RBC琉球放送（6/17水曜10:25-10:55）、KNB北日本放送（6/17水曜10:55-11:25）、BS11（6/17水曜23:30-24:00「#1284」）「若月あや新曲（6/17新曲「おわら風の盆恋唄」発売）スペシャル」→美川憲一/おんなの朝、若月あや/「倶利伽羅峠」「能登岬」「おわら風の盆恋唄（踊り/竹葉会 清風小泉清美、釣たかこ）」、熊谷ひろみ/浮草善哉、渥美二郎（メインゲスト）/奥の細道 ※司会/滝トール、 アシスタント/津吹みゆ 、コーナーアシスタント/入澤優
- BS11（6/21日曜22:30-23:00）、mtv三重テレビ放送（6/22月曜12:00-12:30）「#1285 若月あや新曲スペシャル」→渥美二郎/昭和時次郎、若月あや/「倶利伽羅峠」「能登岬」「おわら風の盆恋唄（踊り/竹葉会 清風小泉清美、釣たかこ）」、知里/華ロック、角川博（メインゲスト）/女のなみだ ※司会/たつを、アシスタント/出光仁美（角川博出演部分と「はじめとおわりのあいさつ」は2018/9/28収録、渥美二郎出演部分は2017年頃収録、若月あや&知里出演部分は2020年6月収録）
- BS11（7/1水曜20:00-20:30）「#1286 若月あや新曲スペシャル」→島津悦子/瀬戸内ぐらし、若月あや/倶利伽羅峠、若月あや/能登岬、若月あや/おわら風の盆恋唄（踊り/竹葉会 清風小泉清美、釣たかこ）、山崎ていじ/別れのボレロ、小林幸子（メインゲスト）/越後に眠る ※司会/滝トール、アシスタント/橘麻衣子、コーナーアシスタント/入澤優（小林幸子出演部分と「はじめとおわりのあいさつ」は2014年8月以降に収録）（若月あや、島津悦子、山崎ていじ、入澤優出演部分は2020年6月収録）
- BS11（7/22水曜23:00-23:30）「#1287 若月あや新曲スペシャル」→橘麻衣子/めぐり川、若月あや/倶利伽羅峠、若月あや/能登岬、若月あや/おわら風の盆恋唄（踊り/竹葉会 清風小泉清美、釣たかこ）、緑川たかし/一人ヨコハマ、坂本冬美（メインゲスト）/紀ノ川（2008年4月放送）（若月あや、緑川たかし出演部分は2020年6月収録）※司会/滝トール、 アシスタント/橘麻衣子
- BS11（7/26日曜22:30-23:00）「#1288 若月あや新曲スペシャル」→橘麻衣子/めぐり川、若月あや/倶利伽羅峠、若月あや/能登岬、若月あや/おわら風の盆恋唄（踊り/竹葉会 清風小泉清美、釣たかこ）、島津悦子/瀬戸内ぐらし、伍代夏子（メインゲスト）/京都二年坂（2008年5月放送）（若月あや、島津悦子出演部分は2020年6月収録）※司会/滝トール 、アシスタント/橘麻衣子（この放送をもって「金田総合グループ」提供スポンサー降板、#1289からは「鷹取醤油」のみに）
- BS11（9/1火曜23:00-23:30）「#1289（2020年6月収録）」山崎ていじ/別れのボレロ、若月あや/おわら風の盆恋唄、阿修羅/京都西陣、葵野幸/蒼い砂時計、島津悦子（メインゲスト・番組初のスタジオと楽屋を繋いでリモート出演）/瀬戸内ぐらし（阿修羅の曲が長いので全5曲）※司会/たつを、アシスタント/入澤優
- BS11（11/28土曜20:30-21:00）「#1290」山崎ていじ/別れのボレロ、結城彩/ふたりの法善寺（サンテレビ歌謡番組の映像から）、水木翔子/さよならは まだよ（PV）、葵野幸/蒼い砂時計、若月あや/おわら風の盆恋唄、伍代夏子（メインゲスト）/京都二年坂（過去の映像から）※司会/滝トール、アシスタント/橘麻衣子
- BS11（12/1火曜23:00-23:30）「#1291」若月あや/おわら風の盆恋唄【挨拶のあと 加藤まさかつスペシャル（再放送 2018/9/28スタジオ収録）】[憧れのハワイ航路][男の一生][夫婦春秋][雨の港][広島ブルース][ろくでなし][サン・トワ・マミー][恋月夜][アニヤ～約束が違う～]※司会/たつを、アシスタント/出光仁美
- BS11（12/9水曜23:30-24:00）「#1292」若月あや/おわら風の盆恋唄【挨拶のあと 加藤まさかつスペシャル（再放送 2018/9/28スタジオ収録）】[雪が降る][ノラ][霧の摩周湖][空港][有楽町で逢いましょう][恋あざみ][細雪][さざんかの宿][愛の道][北の翼][アニヤ～約束が違う～]※司会/たつを、アシスタント/出光仁美
- BS11（12/23水曜23:30-24:00）「#1293」和泉静令/陽光（PV）、木本勝治/海の命花（PV）、結城彩/ふたりの法善寺（「サンテレビ」で放送の歌謡番組の映像）、藤川としお/なぁ…おふくろよ（PV）、若月あや/おわら風の盆恋唄、結城彩/女のみれん（「サンテレビ」で放送の歌謡番組の映像）、島津悦子（メインゲスト・スタジオと楽屋を繋いでリモート出演）/瀬戸内ぐらし（2020年6月収録）※司会/たつを、アシスタント/入澤優

2021年
- BS11（1/13水曜23:00-23:30）「#1294」（山崎ていじ、木鶏-MOKKEI-、結城彩、川岸ゆかは2020年12月22日スタジオ収録映像）山崎ていじ（メインゲスト）/酔わせて候（2021/1/20発売）、若月あや/おわら風の盆恋唄、水木翔子/さよならはまだよ（PV）、葵野幸/蒼い砂時計、木鶏-MOKKEI-/愛の絆、結城彩/ふたりの法善寺※司会/川岸ゆか
- BS11（1/27水曜23:30-24:00）「#1295」（結城彩、好川菊恵、シンジー、山崎ていじ、川岸ゆかは2020年12月22日スタジオ収録映像）若月あや/おわら風の盆恋唄、シンジー/渡る世間に鬼はなし、結城彩/女のみれん、好川菊恵/情熱の恋、水木翔子/さよならはまだよ（PV）、シンジー/母に捧げる歌、山崎ていじ/酔わせて候※司会/川岸ゆか
- BS11（2/24水曜23:30-24:00）「#1296」（結城彩、好川菊恵、山崎ていじ、川岸ゆかは2020年12月22日収録）結城彩/ふたりの法善寺、水木翔子/さよならはまだよ（PV）、若月あや/おわら風の盆恋唄、結城彩/女のみれん、好川菊恵/命ある限り、山崎ていじ/酔わせて候※司会/川岸ゆか
- BS11（3/24水曜23:30-24:00）「#1297」若月あや/おわら風の盆恋唄（挨拶のあと2曲目以降 加藤まさかつスペシャル）[あこがれのハワイ航路][雪の降る町を][君は心の妻だから][暗夜航路][ろくでなし][東京花売娘][柿の木坂の家][ここに幸あり][夜霧よ今夜も有難う][あなたのブルース][アニヤ-約束が違う-]※出演/加藤まさかつ（2021/1/22、79歳で逝去）,因幡弘子,加藤安喜子,村實由紀江,森岡和子※司会/たつを,出光仁美（2018/9/28スタジオ収録のあいさつ部分の映像を使い回し）
- BS11（3/31水曜23:30-24:00）「#1298」（一部出演者2021/3/23スタジオ収録）仲代ゆうま/浅草のおんな、MOKKEI/愛の絆、<歌の万華鏡コーナー>加藤まさかつ[雪が降る][サントワマミー]、シンジー/渡る世間に鬼はなし、山崎ていじ/酔わせて候※司会/川岸ゆか
- BS11（4/3土曜18:30-18:45）「#1299」加藤まさかつスペシャル（2018/9/28、2020/12/23スタジオ収録）[憧れのハワイ航路][大田（テジョン）ブルース][知りすぎたのね][細雪][北の宿から][愛の道][うしろ姿]※出演/加藤まさかつ,因幡弘子,加藤安喜子,村實由紀江,森岡和子※司会/たつを,出光仁美（2018/9/28スタジオ収録のあいさつ部分の映像を使い回し）
- BS11（4/10土曜18:30-18:45）「#1300」加藤まさかつスペシャル（2018/9/28、2020/12/23スタジオ収録）[東京の花売り娘][有楽町であいましょう][夫婦春秋][雨の港][裏町酒場][夜霧よ今夜も有難う][グッドナイト]※出演/加藤まさかつ,因幡弘子,加藤安喜子,村實由紀江,森岡和子※司会/たつを,出光仁美（2018/9/28スタジオ収録のあいさつ部分の映像を使い回し）
- BS11で3/24、3/31、4/3、4/10、5/26放送では番組最後に加藤への追悼メッセージ表示（4/12は表示無し）（MCによる追悼コメントはなし）。
- BS11（4/12月曜18:25-18:54）「#1301」メインゲスト/岩本公水（1回目）（一部映像2021/3/23スタジオ収録）岩本公水/しぐれ舟、仲代ゆうま/浅草のおんな、<歌の万華鏡コーナー>加藤まさかつ[東京の花売り娘][憧れのハワイ航路]、水木翔子/さよならはまだよ（PV）、中村光春/孫が来る!、結城彩/女のみれん※司会/伊藤みく
- 4/17、4/22、4/24は当初放送が予定されていたが「編集作業の都合」で放送延期となる。4/17、4/24放送予定の番組（メインゲスト/岩本公水、司会/伊藤みく）は5/8、5/15に各15分枠（18:30-18:45）で放送（4/12月曜「ラジオ関西 演歌百撰」で「団あしの」コメント）。4/22放送予定だった[加藤まさかつスペシャル]は5/26<歌の万華鏡コーナー>で2曲、6/30に1曲放送以降は放送未定。
- 5/26水曜23時台に放送予定（4/26月曜「ラジオ関西 演歌百撰」で「団あしの」コメント）
- BS11（5/8土曜18:30-18:45）「#1302」メインゲスト/岩本公水（2回目）（2021/3/23スタジオ収録）仲代ゆうま/浅草のおんな、岩本公水/雨の堂島川※司会/伊藤みく
- BS11（5/15土曜18:30-18:45）「#1303」メインゲスト/岩本公水（3回目）（トークコーナー/陶芸、ヤモリの話）（2021/3/23スタジオ収録）仲代ゆうま/浅草のおんな、岩本公水/しぐれ舟※司会/伊藤みく
- BS11（5/26水曜23:30-24:00）「#1304」メインゲスト/岩本公水（4回目・最終週）（加藤まさかつ出演映像以外は2021/3/23スタジオ収録）藤井香愛/その気もないくせに、三本木智子/あなたの恋桜、<歌の万華鏡コーナー>加藤まさかつ[憧れのハワイ航路][サントワマミー]、結城彩/ふたりの法善寺、岩本公水/しぐれ舟※司会/伊藤みく
- BS11 5/29土曜18:30-18:45放送…と5/24「ラジオ関西 演歌百撰」で「団あしの」がコメントしていたが放送は無かった（岩本公水、葵野幸出演と告知）
- BS11 6/26土曜18:30-18:45放送…と6/14,6/21「ラジオ関西 演歌百撰」で「団あしの」がコメントしていたが放送は無かった（岩本公水、葵野幸出演と告知）
- BS11（6/30水曜23:30-24:00）「#1305」メインゲスト/山崎ていじ（2020/12/22スタジオ収録のメインゲスト出演映像を再利用）岩本公水/しぐれ舟、月川るり/ひとり出雲路、仲代ゆうま/浅草のおんな、結城彩/女のみれん、加藤まさかつ/ろくでなし、山崎ていじ/酔わせて候※司会/川岸ゆか
- BS11（7/28水曜23:30-24:00）「#1306」メインゲスト/山崎ていじ（2020/12/22スタジオ収録のメインゲスト出演映像を再利用）（一部出演者は2021/3/23スタジオ収録）山崎ていじ/酔わせて候、結城彩/女のみれん、水木翔子/ジョニーとマリーの物語（PV）、後藤京子/世界遺産ブギ、仲代ゆうま/浅草のおんな、結城彩/ふたりの法善寺※司会/川岸ゆか
- BS11（9/25土曜18:30-18:45）「#1307」メインゲスト/岩本公水（2021/3/23スタジオ収録のメインゲスト出演映像を再利用）岩本公水/しぐれ舟（前作）、葵野幸/蒼い砂時計※司会/伊藤みく
- 9/29水曜にBS11（結城彩ほか出演）で「#1308」の放送が予定されていたが11/24水曜23:30-24:00に延期（10/4月曜「ラジオ関西 演歌百撰」で「団あしの」が「放送局の都合」とコメント）
- BS11（11/24水曜23:30-24:00）「#1308」メインゲスト/岩本公水（1回目）（2021/11/17スタジオ収録）岩本公水/なさけ舟唄、仲代ゆうま/浅草のおんな→くちなしの花（渡哲也の曲のカバー）、結城彩/女のタンゴ、仲代ゆうま/曲目未定→浅草のおんな（伊藤みくインタビューあり）、華房景子/鎌倉ものがたり、車恩心/愛はため息※司会/伊藤みく
- BS11（12/29水曜23:30-24:00）「#1309」メインゲスト/岩本公水（2回目）（2021/11/17スタジオ収録）結城彩/女のタンゴ、若月あや/倶利伽羅峠、華房景子/鎌倉ものがたり、原ゆう子/心好きな人、シンジー/渡る世間に鬼はなし、岩本公水/なさけ舟唄※司会/伊藤みく

2022年
- BS11（1/26水曜23:30-24:00）「#1310」メインゲスト/岩本公水（3回目）（2021/11/17スタジオ収録）小川みすず/何でやねん、結城彩/ふたりの法善寺、若月あや[倶利伽羅峠/おわら風の盆恋唄]、水木翔子/ジョニーとマリーの物語、岩本公水/なさけ舟唄※司会/伊藤みく、入澤優（2020年6月収録の…若月あや出演部分のコーナー司会担当）
- KTKテレビ金沢（2/23水曜11:00-11:30）※地上波単発（若月あやスペシャル）【BS11 2020/6/21日曜22:30-23:00に放送の「#1285 若月あや新曲スペシャル」を再放送】渥美二郎/昭和時次郎、若月あや/「倶利伽羅峠」「能登岬」「おわら風の盆恋唄（踊り/竹葉会 清風小泉清美、釣たかこ）」、知里/華ロック、角川博（メインゲスト）/女のなみだ※司会/たつを、アシスタント/出光仁美（角川博出演部分と「はじめとおわりのあいさつ」は2018/9/28収録）（渥美二郎出演部分は2017年頃収録、若月あや&知里出演部分は2020年6月収録）
- BS11（2/23水曜23:30-24:00）「#1311」メインゲスト/岩本公水（4回目.最終週）（2021/11/17スタジオ収録→岩本公水.水木翔子.シンジー.伊藤みく）若月あや/[俱利伽羅峠/おわら風の盆恋唄]、水木翔子/さよならはまだよ、中村光春/歌がある!、シンジー/母に捧げる歌、岩本公水/なさけ舟唄※司会/伊藤みく（「若月あや」は2022/2/14月曜-18金曜、岐阜放送（ぎふチャン）ラジオ「歌謡トピックス」電話出演。2/16の番組内で担当の団あしのが、テレビ金沢とBS11「演歌百撰」放送日を告知）
- BS11（3/23水曜23:30-24:00）「#1312」メインゲスト/山崎ていじ（1回目）（2022/3/14スタジオ収録）山崎ていじ/居酒屋「ての字」、賢多こと山ちゃん/あなたに愛躰（あい）を、坂本富美子/百のありがとう、賢多こと山ちゃん＆結城彩/ふたりの物語（ドラマ）、賢多こと山ちゃん/妻（ママ）にありがとう、結城彩/ふたりの法善寺※司会/川岸ゆか
- mtv三重テレビ放送（4/4月曜12:00-12:30）※地上波単発（メインゲスト:山崎ていじ）山崎ていじ/居酒屋「ての字」、若月あや/[倶利伽羅峠/おわら風の盆恋唄]、坂本富美子/百のありがとう、賢多こと山ちゃん・結城彩/ふたりの物語（ドラマ）、山崎ていじ/伊勢街道まつり唄※司会/川岸ゆか
- BS11（4/7木曜22:30-23:00）「#1313」メインゲスト/山崎ていじ（2回目）（2022/3/14スタジオ収録→山崎ていじ.賢多こと山ちゃん.結城彩.川岸ゆか）若月あや/倶利伽羅峠、賢多こと山ちゃん/夜明けのブルース（カバー曲）、五十川綾/銀座の小雪（PV）、賢多こと山ちゃん&結城彩/アマン（カバー曲）、賢多こと山ちゃん/おまえに（カバー曲）、山崎ていじ/伊勢街道まつり唄※司会/川岸ゆか
- TVN奈良テレビ放送（5/1日曜10:25-10:55）、SUNサンテレビジョン（5/1日曜17:00-17:30）（地上波単発、同一内容、メインゲスト/山崎ていじ）（2022/3/14スタジオ収録→山崎ていじ.坂本富美子.結城彩.川岸ゆか）若月あや/倶利伽羅峠、五十川綾/銀座の小雪（PV）、坂本富美子/百のありがとう、結城彩/女のタンゴ、坂本富美子/そばにいて、山崎ていじ/居酒屋「ての字」※司会/川岸ゆか
- BS11（5/3火曜23:00-23:30）「#1314」メインゲスト/山崎ていじ（3回目）（2022/3/14スタジオ収録）賢多こと山ちゃん&結城彩/ふたりの物語（ドラマ）、賢多こと山ちゃん/[風の盆][札幌の星の下で][妻を恋うる唄][夜明けのブルース]、山崎ていじ/居酒屋「ての字」※司会/川岸ゆか
- BS11（6/30木曜22:30-23:00）「#1315」メインゲスト/山崎ていじ（4回目.最終週）（2022/3/14スタジオ収録）賢多こと山ちゃん&結城彩/ふたりの物語（ドラマ）、賢多こと山ちゃん/[あなたに愛躰（あい）を][おまえに（カバー曲）]、賢多こと山ちゃん&結城彩/アマン（カバー曲）、賢多こと山ちゃん/夜明けのブルース（カバー曲）、山崎ていじ/伊勢街道まつり唄※司会/川岸ゆか
- BS11（8/2火曜23:00-23:30）「#1316」（PVと過去の収録映像の再編集で放送）川野夏美/空席（PV）、五十川綾/銀座の小雪（PV）、坂本富美子/百のありがとう、結城彩/女のタンゴ、坂本富美子/そばにいて、岩本公水/しぐれ舟（前々作…2020年）（岩本公水、伊藤みく出演部分は2021/3/23スタジオ収録→2021/5/15放送…トークコーナーは陶芸とヤモリの話の再放送）※司会/伊藤みく※コーナー司会/川岸ゆか（[M3坂本富美子][M4結城彩]出演部分→2022/5/1奈良テレビ放送、サンテレビジョンで放送したものを放送）（この放送をもって「鷹取醤油」提供スポンサー降板）
- BS11（9/23金曜23:00-23:30）「#1317」メインゲスト/岩本公水（過去の収録映像の再編集で放送）若月あや/[倶利伽羅峠][おわら風の盆恋唄]、坂本富美子/百のありがとう、中村光春/[歌がある!][孫が来る!]、岩本公水/しぐれ舟（2020年）（岩本公水、伊藤みく出演部分は2021/3/23スタジオ収録）（提供/TOTO、ホテルニューアワジ）※司会/伊藤みく

2023年
- BS11（1/25水曜23:00-23:30）「#1318」メインゲスト/山崎ていじ（過去の収録映像の再編集と新曲PVで放送）美川憲一/おんなの朝　寿美/雪国の女（PV）　中村光春/孫が来る! 　岩本公水/浮草の舟（PV）　結城彩/ふたりの法善寺　山崎ていじ/伊勢街道まつり唄（山崎ていじ　川岸ゆか出演部分は2022/3/14スタジオ収録）（提供/ホテルニューアワジ）※司会/川岸ゆか
- mtv三重テレビ放送3/13月曜12:00-12:30※単発（メインゲスト:山崎ていじ）山崎ていじ/追憶-北の駅-（PV）　坂本富美子（百のありがとう/そばにいて）　他に中村光春、結城彩が出演※司会/川岸ゆか
- 神野美伽をメインゲストに迎えた番組を地上波単発で放送（2023年5月11日スタジオ収録）神野美伽/春夏秋冬屋形船　栁澤純子/無人駅　美川憲一/おんなの朝（過去の収録映像から）　橘麻衣子/めぐり川　中村光春/孫が来る!　神野美伽/夜が泣いてる（2023/6/7発売）※司会/伊藤みく※ナレーション/小川真由（提供/ホテルニューアワジ、鷹取醤油）※CM①②③同じCMが3回放送される
- 5/25木曜10:25-10:55 RNC西日本放送
- 5/30火曜10:55-11:25 HTV広島テレビ放送（広テレ）
- 6/12月曜9:55-10:25 RKK熊本放送
- 6/20火曜10:25-10:55 KTKテレビ金沢
- 6/21水曜9:55-10:25 SBS静岡放送、mrt宮崎放送
- 6/27火曜9:55-10:25 MBC南日本放送、10:20-10:50 OBS大分放送
- 7/24月曜9:55-10:25 RBC琉球放送
- 8/21月曜10:25-10:55 NKT日本海テレビジョン放送（日本海テレビ）
- 8/25金曜10:25-10:55 TeNY テレビ新潟放送網（テレビ新潟）
- 8/27日曜5:20-5:50 NBN名古屋テレビ放送（メーテレ）
- 8/29火曜10:25-10:55 ABS秋田放送
- 11/20月曜12:30-13:00 GBS岐阜放送（ぎふチャン）※曲目一部変更（神野美伽1回目）神野美伽/春夏秋冬屋形船（2023年5月スタジオ収録）　原ゆう子/海が匂う（過去の公開収録映像から）　黒田征治/もらい泣き（又は 居酒屋母ちゃん）（PV）　いとうちずこ/願う愛（PV）　後藤京子/世界遺産ブギ（過去のスタジオ収録映像から）　乙川みねこ/夢の棲家で（PV）　神野美伽/夜が泣いてる
- メインゲスト 神野美伽（2回目） 司会/伊藤みく ※ナレーション/小川真由
- 12/27水曜9:55-10:25 RCC中国放送（RCCテレビ）（※11/22水曜 岐阜放送ラジオ「歌謡トピックス」で告知）　神野美伽/春夏秋冬屋形船（2023年5月スタジオ収録）　いとうちずこ/願う愛（PV） （2017/4/26広島演歌まつり収録映像から→原ゆう子/海が匂う　沢けいこ/うたかたの恋 　片山瑞枝/江戸倒幕伝説黙霖のこころざし）　乙川みねこ/夢の棲家で（PV）　神野美伽/夜が泣いてる
- 12/28木曜12:30-13:00 GBS岐阜放送（ぎふチャン） ※11/20月 岐阜放送ラジオ「歌謡トピックス」で告知
- 12/27水曜放送の岐阜放送ラジオ「歌謡トピックス」で「来年3月から全国30局ネットで放送の計画がある」と団あしのがコメントするも実現せず。

2024年
- 1/31水曜12:30-13:00　GBS岐阜放送（ぎふチャン）　メインゲスト/神野美伽（3回目）　司会/伊藤みく　ナレーション/小川真由　※1/23火曜 岐阜放送ラジオ「歌謡トピックス」で告知
- 2/29木曜12:30-13:00 GBS岐阜放送（ぎふチャン） メインゲスト/神野美伽（4回目）　司会/伊藤みく　ナレーション/小川真由　※2/13火曜 岐阜放送ラジオ「歌謡トピックス」で告知
- 3/21木曜12:30-13:00 GBS岐阜放送（ぎふチャン） メインゲスト/不明　司会/伊藤みく　ナレーション/小川真由　※3/11月曜 岐阜放送ラジオ「歌謡トピックス」で告知
- 4月以降も月1回のペースで岐阜放送テレビで放送予定
- 9/14土曜9:30-10:00　ctc千葉テレビ放送（チバテレ）　（神野美伽/伊藤みく及び一部歌手出演部分2023年5月11日スタジオ収録）　神野美伽/夜が泣いてる　水木翔子/酔いざめの愛がほしい（MV）　村木佑子/北陸ひとり旅　つかさ学/今はイントロ（MV）　葵野幸/蒼い砂時計　坂本富美子/百のありがとう　※司会/伊藤みく　※ナレーション/小川真由（提供/ホテルニューアワジ）※9/2月曜〜9/6金曜 岐阜放送ラジオ「歌謡トピックス」で告知
- 10/1火曜 12:30-13:00　GBS岐阜放送（ぎふチャン）

## 過去に制作されたラジオ番組
- 「MAKOTOの夜はイタダキ」- MBSラジオがキー局。各地のラジオ局にもネット
- 「らじとぴあワールド」- MBSラジオ→CRKへキー局移行。各地のラジオ局にもネット
- 「歌謡フラッシュ」- CRKがキー局。各地のラジオ局にもネット
- 「のってる歌謡曲」「さとし（長谷川諭）のヤング歌謡曲」「さとし（長谷川諭）のロンリーナイト」- CRKがキー局。各地のラジオ局にもネット
- 「春日八郎 演歌ひとすじ」- RCC、KRY、RNBでネット。KRYではこの番組のネットに伴い、「いちや歌謡プレゼント」が一時期放送されなかった。提供は高杉開発
- 「ミキとトールの歌謡特急便」- OBC、RNB、MRTの3局ネット。出演は滝トール、北条美樹。RNB、MRTではこの番組のネットに伴い、「歌謡トピックス」は一時期放送されなかった
- 「麻生ダイヤモンドデート」- RCCラジオ福山放送局→エフエムふくやま<レディオBINGO>・エフエムおのみち。提供は麻生時計店ほか
  - 初代番組DJの青山一也は番組テーマ曲「夢をあげよう」を作詞・作曲し、自ら歌唱した。青山が家業の海苔店を継ぐため芸能界を引退した後は団あしのが担当
  - 「温泉施設の入場券」「そうめん（夏期）」のプレゼントがあった
- 「ダイハツミュージックサタデー」- RCCラジオ福山放送局。提供は福山ダイハツ販売ほか。毎週土曜日「麻生ダイヤモンドデート」と同じ時間帯で放送
- 「ミノルフォン歌の花束」- RNB
- 「YOUのセンスで有線タイム」- RNB南海放送。提供は今治健康ランド、今治ショッパーズほか。土曜日夕方17時台に放送
- 「いちや歌謡プレゼント」（提供 / いちや家具店 ほか）（KRY山口放送）
- 「内田哲也と頼田有梨の演歌百撰」（KRY山口放送）（提供/赤帽山口県本部、山口スバル ほか）
  - 月曜 - 金曜夜10時台の15分枠で放送（以前は「のってる歌謡曲」「さとしのロンリーナイト」「MAKOTOの夜はイタダキ」「歌謡トピックス〈コーナーで「内田哲也の演歌百撰」を5分放送とあわせ15分番組で放送〉」の時間帯）
  - ハガキで曲のリクエストを受け付けていた（採用者には「花瓶」や「演歌百撰特製コースター〈グラスの下に敷く丸型の紙製の敷物〉」などがプレゼントされた）
  - 前の番組同様に内田が次回の「演歌百撰」の出演者告知をするコーナーがあった
  - 22:00-24:00に山口放送がニッポン放送の番組をネットすることになり夜の放送枠が消滅に伴い番組終了（放送枠返上）
- 「いちや歌謡プレゼント・土曜日」→「頼田有梨の音楽畑」（KRY山口放送）（毎週土曜14:50 - 15:00ほか数回放送時間変更あり）
  - 夜10時台の番組終了後、頼田有梨（山口県在住の演歌歌手）は「いちや歌謡プレゼント・土曜日」の放送を当初は団あしのと頼田の2人で担当。頼田のみの担当になってからは番組テーマ曲「夢をあげよう」は頼田が歌唱したものに変更
  - 土曜日の枠から「いちや家具店」がスポンサーから外れたため番組タイトルを「頼田有梨の音楽畑」へ変更（「いちや歌謡プレゼント」は月曜 - 金曜の放送に変更）
  - 番組終了後、土曜の放送枠は返上
- 「RSK歌のショッピング」（RSK山陽放送）（担当 / 団あしの）（提供/赤帽岡山県本部、新倉敷PAO）
- 「赤帽歌謡特急便」（RNC西日本放送）（JRT四国放送）（担当/団あしの）……各地の赤帽本部やスバル販売会社がスポンサーの番組も多数あった
- 「歌謡国内便」（OBCラジオ大阪）（担当 / 内田哲也）（提供 / 国内貨物）
- 「歌謡特急便」（OBCラジオ大阪）（担当 / 団あしの）月曜 - 金曜17時台放送の10分帯番組（提供 / 宇治森徳、永和信用金庫 ほか）
- 「演歌百撰（ラジオ版）」（ラジオ関西）火曜24:30-25:00（末期は24:45-25:00）
  - 2013年10月 - 2014年3月に放送。担当/団あしの、丘みどり
- 「美山愛の今夜も愛して」（OBCラジオ大阪）（出演 / 美山愛、内田哲也）（毎週水曜20:00 - 20:10）（2018年6月6日 - 8月29日放送）
  - 番組内で美山の曲のCDプレゼントがあった
- 「内田哲也の歌謡特急便水曜日です」（OBCラジオ大阪）（担当 / 内田哲也）（毎週水曜20:00 - 20:10）（2018年9月5日 - 10月31日放送）（火曜、木曜の番組に集約する形で番組終了）
- 「千田富士夫と高鷹しょうこの今夜は今夜の風が吹く」（OBCラジオ大阪）（出演 / 千田富士夫、高鷹しょうこ）（毎週木曜19:45 - 19:54、2018年6月7日 - 8月23日放送）（提供 / 富士善工業）
- 「内田哲也と柴田富美子の演歌百景」（OBCラジオ大阪）（出演 / 内田哲也、柴田富美子）（毎週火曜19:45 - 20:00）（2018年6月5日 - 12月25日放送）
- 「如月レオンの雨やどり（あまやどり）」（OBCラジオ大阪）（出演 /如月レオン）
  - PART.1（木曜19:54 - 20:00放送「PART.1」2018年6月7日-2019年2月28日放送）
  - 企画時点の番組タイトルは「如月レオンの今夜も雨が…」
  - 2018年8月30日のみ19:45 - 20:00の拡大版で放送
  - 19:45 - 20:00が「関西放送制作」の持ち時間→前半9分と後半6分（前半に放送の番組の内包番組的扱い）
  - 2019年2月7日の放送で 2月最終週（2月28日）での「PART.1」番組終了告知
  - PART.2（木曜19:52頃-20:00）2020年1月9日から「内田哲也の歌謡特急便木曜日です」内で「PART.2」として再開（トーク内容や選曲により「如月ロバート」または「如月シルビア」登場）（登場しない回もあり）
  - 2020年9月3日の放送で 9月最終週（9月24日）での「PART.2」番組終了告知
- 「歌声は風にのって」（RNB南海放送）
  - 昭和53年ごろから平日16時台（編成の都合で13時台や15時台に放送された時期もあったり、ワイド番組の内包番組扱いで時間変更も多かった）の帯番組で放送されていた「歌謡トピックス」が南海放送の編成上の都合で日曜夜21:30 - 22:00に集約する形で番組開始。団及びスポンサーは引き続き平日日中の放送を希望、聞き入れられない場合は番組及びCM打ち切り（放送枠から撤退）を検討したが平日17時前に関西放送制作が制作したスポンサーの20秒CMを放送することで日曜夜への集約を受け入れた形。
  - 第1回の放送は当時大阪在住の女性のフリーアナウンサーが担当。第2回以降も担当の予定だったが、諸事情により以降は団が担当
  - 番組テーマ曲はパーシーフェイスオーケストラの「ピチカートポルカ」。担当の団が1973年頃、山口放送ラジオで「いちや歌謡プレゼント」を始める前に、その当時ラジオ関西に勤務していた大学時代の先輩に頼み、ラジオ関西で放送の「歌声は風にのって」の初期テーマ曲で使われていたこの曲の音源を入手
  - 2018年1月に2週分のみ広島県在住のフリーアナウンサー、井口絵海が担当（2017年、2018年の年末に広島市内のホテルで開催の「加藤まさかつクリスマスパーティー」の進行を団と共に担当。一部は番組でも放送）
  - 一時期、番組開始前と終了後に「今治ホンダ」の30秒CMを放送していた
  - 2019年3月31日放送をもって長年、南海放送ラジオでの「関西放送制作」制作番組のスポンサーだった愛媛ダイハツ販売がスポンサーを降板、4月7日放送からスポンサーなしで放送ののち6月30日で番組終了（放送枠返上）
- 「内田哲也の演歌百景」（OBCラジオ大阪）毎週火曜19:45 - 20:00
  - 2019年1月1日 -「内田哲也と柴田富美子の演歌百景」番組終了に伴い放送開始。
  - 番組テーマ曲は「丘みどり/冬水仙（「日御碕灯台」のカップリング曲）」のカラオケを使用
  - 2019年12月24日は「話の目薬ミュージックソン クリスマススペシャル」のため放送なし
  - 2020年3月31日（#65）で番組終了（木曜放送の「内田哲也の歌謡特急便木曜日です」に集約）（放送枠返上）
- 「内田哲也の歌謡特急便木曜日です」（OBCラジオ大阪）毎週木曜19:45 - 20:00
  - 2018年9月5日放送開始 （19:45 - 19:54）
  - 番組テーマ曲は「丘みどり/花ちゃん丸（デビュー曲「おけさ渡り鳥」カップリング曲）」のカラオケを使用
  - 2019年3月7日～如月レオンの雨やどり（PART.1）番組終了に伴い放送時間5分拡大
  - 2020年1月9日～如月レオンの雨やどり（PART.2）を番組内で再開
  - 2020年9月3日放送で如月レオンの雨やどり（PART.2）9月最終週（9月24日）での終了告知
  - 2020年11月最終週で何の告知もないまま番組終了（放送枠返上）（12月第1週からラジオ大阪制作「Music Melting Pot」を放送していたが、2021年3月第1週からラジオ大阪制作と思われる新番組スタート）
- 「ラジオ関西 演歌百撰」ラジオ関西（収録はラジオ関西ではなく「TOC」）
  - 2020/10/5から番組開始（21:30-22:00）
  - アシスタント/上原伊代（オフィスキイワード大阪所属）
  - 2020/8/29放送の「OBC演歌百撰（OBCラジオ大阪）」番組内で団あしのが番組開始を告知
  - 2020/12/14,12/21,12/28は扱う曲数が多いため（おしゃべりを控えるため）上原伊代は出演せず、団あしの1人で担当
  - 2021/1/11「ゲスト/MOKKEI」（上原伊代出演なし）
  - 2021/4/5 小川真由（元.和歌山放送・ラジオ大阪アナウンサー、元.NHK金沢キャスター/BS11演歌百撰で提供・曲紹介等ナレーション担当）がコーナーゲスト出演（上原伊代出演なし）
  - 2021/4/12「団あしの」のスケジュールの都合で上原伊代出演出来ず（団あしの1人で担当）
  - 2021/7/26「ゲスト/みむらじゅんこ」（上原伊代も出演）
  - 2021/11/15「団あしの」のスケジュールの都合で上原伊代出演出来ず（団あしの1人で担当）
  - 2021/11/22「ゲスト/結城彩」（上原伊代出演なし）※当日の番組のradikoタイムフリー配信が数日後打ち切られ聴取不可になる
  - 2021/11/29番組内で何の告知もないまま番組終了（radikoの番組表示で【終】の表示がされたのみ）（放送枠返上）

## 備考
番組制作の特徴と特色として、制作している番組スポンサーへの営業も行っており、中には、清酒白鶴（白鶴酒造）・赤帽・OSGコーポレーション・日本財団・カバヤ食品・苫田温泉乃利武・吉本興業等のCMも流れていた。
過去に制作されたラジオ番組の中には若者向けの番組もあったが、番組内にかける曲は大半が演歌だった。